# Aranjament de tastatură

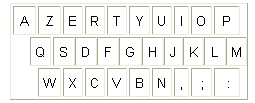
Tastatură - tip Azerty

Un aranjament de tastatură (en: keyboard layout) este orice mod specific - mecanic, vizual au funcțional - de dispunere a tastelor (clapelor), inscripționărilor sau asocierilor tastă-semnificație pe tastatură de computer, mașină de scris sau alt fel de tastatură tipografică. Aranjamentul mecanic reprezintă locul de amplasare și numărul tastelor propriu-zise pe o tastatură. Aranjamentul vizual se referă la dispunerea inscripționărilor (legendelor) care apar pe fiecare tastă. Aranjamentul funcțional reprezintă asocierea (maparea) între fiecare tastă fizică și semnificația ei, realizată la nivel logic, prin software.
Majoritatea tastaturilor de computer sunt proiectate pentru a trimite coduri numerice de scanare (scancodes) către sistemul de operare, în loc să trimită direct caractere. Sistemul de operare transformă secvența de coduri numerice într-una de caractere, prin intermediul softului de dispunere a tastaturii. Acest mod de lucru permite unei tastaturi fizice să se mapeze dinamic pe un număr nelimitat de aranjamente, fără să fie necesară înlocuirea de componente fizice (hardware), ci numai schimbarea software-ului care interpretează apăsările de taste. De obicei este posibil ca un utilizator avansat să poată schimba modul de funcționare a tastaturii; este disponibil software de la terți capabil să modifice sau să extindă funcțiile acesteia. De aceea, nu este obligatoriu ca simbolul inscripționat pe tasta fizică să coincidă cu caracterul introdus în documentul ce se tastează.